# 玉女添丁 (1968年電影)
《玉女添丁》是一部在1968年7月17日上畫的香港電影（黑白粵語片），好好公司出品，由楚原執導及編劇，陳寶珠、呂奇、方心、馮淬帆、羅蘭、馬笑英等主演。
2001年，由香港導演馬偉豪及麥啟光執導的香港電影《玉女添丁》，乃改編自本片。
2011年，本片獲香港電影資料館列入「百部不可不看的香港電影」之一。

## 劇情簡介
梅家老爺大發為人勢利，竭力反對大女兒麗嫦與窮小子馮志偉交往，志偉於是向好友陶國全借錢到新加坡謀求創業。臨別前一晚，麗嫦在妹妹麗芳幫助下與志偉見面，兩人私訂終身。
與此同時，大發和老友陶汝庭打算撮合麗芳和國全。不過兩人對盲婚啞嫁十分不滿，成為鬥氣冤家，試圖令家長打消念頭。一次交通意外中，國全救了麗芳，兩人漸生情愫。
麗嫦發現自己已經懷孕，麗芳幫助姐姐掩飾，假裝自己懷孕，並稱是國全的骨肉。梅、陶兩家打算計劃婚事時，國全卻堅決反對，令兩家不歡而散。麗嫦臨產之時，繼承了一大筆遺產的志偉回港……

## 演員
- 陳寶珠 飾 梅麗芳
- 呂奇 飾 陶國全
- 方心 飾 梅麗嫦
- 馮淬帆 飾 馮志偉
- 羅蘭 飾 阿娟
- 俞明 飾 賴史富
- 許瑩英 飾 梅太太
- 馬笑英 飾 陶太太
- 陳中堅 飾 陶汝庭
- 王侃 飾 王醫生
- 高魯泉 飾 梅大發

## 外部連結
- 香港影庫上《玉女添丁》的資料（繁體中文）
- 时光网上《玉女添丁》的資料（简体中文）
- 豆瓣电影上《玉女添丁》的資料 （简体中文）
- 互联网电影数据库（IMDb）上《玉女添丁》的资料（英文）